# Gabriel II de Constantinopla
Gabriel II de Constantinopla (em grego: Γαβριήλ Β΄; 3 de dezembro de 1659) foi patriarca ecumênico de Constantinopla por uma semana em 1657. Dois anos depois de sua deposição, Gabriel foi enforcado por ordem do sultão otomano Maomé IV, o Caçador por ter batizado um muçulmano convertido e por ter se recusado a abjurar sua fé cristão. Por conta disto, ele é reverenciado como novo hieromártir e celebrado no dia 3 de dezembro.

## História
Gabriel foi eleito bispo metropolitano de Ganos e Chora em 23 de março de 1648 para um primeiro mandato que terminou em 26 de novembro de 1651 e depois, novamente, em 1654. Depois da execução do patriarca Partênio III, seu antecessor, Gabriel foi nomeado em 23 de abril de 1657 com o apoio da nobreza grega ortodoxa de Istambul. Porém, o Santo Sínodo o considerava pouco educado e impróprio para o trono, o que levou à sua deposição uma semana depois, em 30 de abril.
Depois de se deposto, além de sua diocese em Ganos e Chora, Gabriel recebeu a posição de proedro ("administrador") da sé metropolitana de Prousa, que estava vaga. Contudo, ele foi acusado falsamente pela comunidade judaica da cidade de ter batizado um muçulmano; a realidade é que ele batizou um judeu, o que irritou os locais. Ele também foi acusado de manter boa relação com o Czarado da Rússia, que na época estava em guerra contra o Império Otomano.
O sultão Maomé IV, o Caçador, que estava em Prousa na época, e seu grão-vizir, Mehmed Köprülü, ordenaram que Gabriel fosse preso e prometeram a ele a liberdade e várias honrarias se ele se convertesse ao islã. Gabriel se recusou, foi torturado e finalmente enforcado em 3 de dezembro de 1659.